# Dernice
Dernice là một đô thị ở tỉnh Alessandria trong vùng Piedmont của Italia, có vị trí cách khoảng 110 km về phía đông nam của Torino và khoảng 40 km về phía đông nam của Alessandria. Tại thời điểm ngày 31 tháng 12 năm 2004, đô thị này có dân số 235 người và diện tích là 18,3 km².
Đô thị Dernice có các frazione (đơn vị cấp dưới) Montebore.
Dernice giáp các đô thị: Borghetto di Borbera, Brignano-Frascata, Cantalupo Ligure, Garbagna, Montacuto, và San Sebastiano Curone.